# El Caragol
El Caragol o es Caragol és una platja del terme de Santanyí, encaixada entre la Punta Negra (on s'hi localitza un grupet d'escars) i l'illot d'en Curt. És la platja situada més al Sud de Mallorca, a només 1,5 km del Cap de ses Salines. És poc freqüentada, ja que per accedir-hi s'ha de caminar 1500 metres des del far del Cap de Ses Salines. També s'hi pot accedir reseguint tot el camí costaner que va de Colònia de Sant Jordi al Cap de Ses Salines, en aquesta direcció, està situada uns centenars de metres després de la Cala en Tugores.
Es Caragol té sorra blanca amb dunes que s'estenen un quilòmetre terra endins, on encara romanen els bunkers de la Guerra Civil. Delimita amb la finca de sa Vall, propietat de la família March, de la qual, la franja litoral forma part de l'Àrea Natural de Especial Interés del Cap de Ses Salines.